# سفارة بولندا في تونس
سفارة بولندا في تونس هي أرفع تمثيل دبلوماسي لدولة بولندا لدى تونس. تقع السفارة في وهي تهدف لتعزيز المصالح البولندية في تونس.

## وصلات خارجية
- الموقع الرسمي
- قائمة سفارات بولندا
- قائمة السفارات في تونس